# Palazzo Ruffo della Scaletta
Il Palazzo Ruffo della Scaletta (già Palazzo Carafa di Belvedere) è un edificio di valore storico e architettonico di Napoli ubicato sulla Riviera di Chiaia, nell'omonimo quartiere.
Eretto nel XVII secolo dai Carafa, appartenne ai possedimenti immobili di Tiberio Carafa che vi istituì un giardino zoologico con l'inserimento di bestie feroci, come narra Carlo Celano; inoltre, nel parco del palazzo organizzò delle battute di caccia.
Nell'Ottocento venne ricostruito in stile neoclassico: la facciata fu riedificata tra il 1832 ed il 1835 dall'ingegnere Francesco Saverio Ferrari, mentre il cortile, la scala e il secondo piano vennero rifatti da Guglielmo Bechi su commissione del principe Antonio Ruffo della Scaletta (1778-1846).
Lo scalone di rappresentanza è l'elemento architettonico di maggior interesse: a pianta ottagonale con cupoletta terminale, è decorata da stucchi neoclassici e ornata da statue marmoree.
L'atrio che lo precede invece ha una copertura a volta a botte scanalata sorretta da colonne corinzie e pilastri e si ispira nella sua configurazione spaziale alla celebre prospettiva borrominiana di Palazzo Spada.
Alcuni ambienti del piano ammezzato e del piano nobile conservano ancora gli affreschi di Salvatore Giusti e Giuseppe Cammarano (che dipinse nel soffitto di un salone un Banchetto degli Dei con Ganimede  e Figure Alate) e le decorazioni in stucco dell'epoca del rifacimento operato dal Bechi.
L'edificio ha ospitato fino al 2012 la sede del Goethe Institut. Nel 2022 l'ex sede del Goethe Institut è stata acquistata dall'Associazione Costruttori Edili della Provincia di Napoli che ha restaurato gli affreschi del piano nobile e recuperato il giardino storico posto sul retro del fabbricato.
Tra il 2022 ed il 2024 il condominio ha provveduto e a ritinteggiare di bianco e grigio i prospetti esterni e a restaurare gli apparati decorativi in stucco dell'atrio e dello scalone.